# Lulu Basler
Lulu Basler, auch Lolo Basler, geborene Luise Basler, verheiratete Lulu Jürgens (geboren am 30. Juli 1908 in Ludwigshafen am Rhein; gestorben am 4. April 1967 in München) war eine deutsche Sängerin und Schauspielerin.

## Leben und Wirken
Lulu Basler war die Tochter des Chemikers Adolf Basler und seiner Frau Maria Basler (geborene Lieser). Ihr Bruder war der Schauspieler und Filmproduzent Hermann Basler. 
Sie studierte von 1925 bis 1926 an der von Max Reinhardt gegründeten und von Berthold Held geleiteten Schauspielschule des Deutschen Theaters, im gleichen Jahrgang wie Reinhold Bienert, Alice Treff, Fritz Eckert, Robert Thiem und Günther Boehnert. Nach Abschluss ihrer Ausbildung war sie in Berlin unter anderem ab 1929 in dem von Werner Finck und Hans Deppe gegründeten politisch-satirischen Kabarett Die Katakombe aktiv.
Um 1933 lernte Lulu Basler Curd Jürgens kennen, der sie für das Berliner 8-Uhr-Abendblatt interviewen sollte, und riet ihm, Schauspielunterricht zu nehmen. In der Operette Ball der Nationen stand sie 1936 in der Rolle der Tänzerin Vera zusammen mit Jürgens auf der Bühne des Central-Theaters in Dresden. Im Juni 1937 heirateten Basler und Jürgens und gingen bald danach gemeinsam nach Wien. 1947 wurde ihre Ehe geschieden.

## Filmografie (Auswahl)
- 1935: Wer wagt – gewinnt. Bezauberndes Fräulein, Regie: Walter Janssen, Drehbuch: Ralph Benatzky

## Bühne (Auswahl)
- 1936: Ball der Nationen, Operette von Paul Beyer und Heinz Hentschke, Musik: Fred Raymond, Central-Theater, Dresden